# Владимир Качалов
Владѝмир Я̀ковлевич Кача̀лов (на руски: Влади́мир Я́ковлевич Кача́лов) е съветски военачалник, участник в Първата и Втората световна война, генерал-лейтенант.

## Биография
Роден е на 27 юли 1890 г. в село Городишче, център на Городишченски уезд на Пензенска губерния (сега работническо селище, център на Городишченски район на Волгоградска област).
В руската армия е от 1911 г. През 1914 г. завършва школа за прапоршчици. По време на Първата световна война на Румънския фронт командва рота и полк.
В РККА е от 1918 г. През Гражданската война в боевете срещу войските на Деникин и Врангел последователно командва кавалерийска бригада и корпус и заема длъжността началник на полевия щаб на 2-ра конна армия. Член на ВКП(б) от 1927 г.
В междувоенния период завършва курсовете „Изстрел“ за усъвършенстване на командния състав на РККА, Военната академия „Фрунзе“ и извървява пътя от командир на дивизия до командващ военен окръг.
В началото на Великата Отечествена война генерал-лейтенант Качалов командва 28-а армия от състава на Западния фронт, участваща в Смоленското сражение. В края на юли 1941 г. оглавява оперативна група в състав от 3 дивизии, която нанася контраудар от района на Рославъл на настъпващите германски войски и ги отхвърля зад река Стомет, създавайки заплаха за тила на предните съединения на Вермахта. За да парира удара, германското командване е принудено да прехвърли на този участък на фронта големи сили, които скоро обкръжават групата на Качалов.
На 4 август Владимир Качалов загива при пробива от обкръжението. Погребан е в селището Стодолишче, Починковски район, Смоленска област.
Без да има точни сведения за съдбата на генерал Качалов, Ставката на Върховното командване, със заповед № 270, го обвинява в измяна и предаване в плен. Едва на 23 декември 1953 г., след установяването на обстоятелствата около смъртта на Качалов, Върховният съд на СССР, отменя заповед №270.
По-късно началникът на политическия отдел на 28-а армия В. Терешкин си спомня за Владимир Качалов:
| „ | Той бе спокоен, сдържан, внимателен към своите подчинени. Аз не помня случай, нито в мирно време, нито по време на войната, Качалов да загуби самообладание, да допусне грубост по отношение на подчинените си. Той бе строг и взискателен, но винаги спокойно и убедително разясняваше задачите, които поставяше на подчинените си, и също така спокойно и убедително отговаряше на всички въпроси, които възникваха у подчинените му, във връзка с получените от Качалов заповеди. Той никога не проявяваше прибързаност. В боевете той бе пример за лично мъжество и презрение към опасностите. | “ |

## Награди
- 2 ордена „Червено знаме“
- Орден „Отечествена война“ – I степен (посмъртно)
- медали